# Сорокин, Николай Александрович
Николай Александрович Сорокин — советский хозяйственный деятель, организатор военно-промышленного производства, лауреат Государственной премии СССР.

## Биография
Родился в 1927 году в селе Красный Яр (ныне — Акмолинская область Казахстана). Член КПСС.
В 1958—1970 гг. — заместитель главного инженера, в 1970—1991 гг. — главный инженер Пензенского приборостроительного завода в Пензе-17 (ныне — Заречном).
Лауреат Государственной премии СССР 1980 года закрытым Постановлением Совета Министров и ЦК КПСС.
Умер в 1991 году в Пензе.

## Награды
- Орден Октябрьской Революции (1971)
- Орден Трудового Красного Знамени (трижды)
- Орден Знак Почёта(1961)